# Black Bear Pictures
Ne doit pas être confondu avec Black Bear.
Black Bear Pictures est une société de production audiovisuelle américaine spécialisée dans le cinéma et la télévision. Elle est fondée par Teddy Schwarzman en 2011.

## Historique
La société est fondée en 2011 par Teddy Schwarzman. Ancien analyste financier pour Citigroup, puis avocat d'affaires dans le cabinet Skadden, Arps, Slate, Meagher & Flom, il avait ensuité intégré l'industrie cinématographique comme consultant en investissement pour Cinetic Media (en),. La société est initialement spécialisée le cinéma de genre. Elle possède des bureaux à Santa Monica en Californie ainsi qu'à Londres.
Une société sœur, Elevation Pictures, est par ailleurs basée à Toronto,. Elle a également une filiale britannique, Black Bear UK, ainsi que la branche Black Bear International gérée par John Friedberg.
Teddy Schwarzman présente son travail et le style de la société avec une volonté « d'obtenir un contenu critique et à l'esprit commercial » en essayant de « créer un contenu de haut calibre, centré sur les personnages, dans lequel nous nous sentons personnellement investis mais qui a un véritable public ».
La société Black Bear Management représente par ailleurs des acteurs, scénaristes et réalisateurs. Elle est gérée par Keith Redmon, ancien d'Anonymous Content, et Joanne Roberts Wiles, ancienne agent chez ICM. Teddy Schwarzman déclare que cet aspect lui permet « d’aider à faire avancer le processus et d’aider à guider la carrière d’artistes vraiment incroyables ». La société gère ainsi les carrières de Simona Tabasco, İlker Çatak, Morten Tyldum, John Hillcoat, Kodi Smit-McPhee, Elliott Crosset Hove, Karyn Kusama.
En 2022, Black Bear Pictures et New Regency Pictures forment la coentreprise Double Agent pour produire et financer du contenu non-fictionnel haut de gamme. La direction est confiée à Dana O'Keefe, ancienne collègue de Teddy Schwarzman chez Cinetic,.
Black Bear compte également une division Black Bear Television qui produit notamment la série Mister Spade avec Clive Owen, diffusée en 2024.

## Productions
Sauf indication contraire, les informations mentionnées dans cette section peuvent être confirmées par la base de données cinématographiques IMDb,  présente dans la section « Liens externes ».

### Films produits
- 2012 : At Any Price de Ramin Bahrani
- 2013 : Broken City d'Allen Hughes
- 2013 : A.C.O.D. de Stu Zicherman
- 2013 : All Is Lost de J. C. Chandor
- 2014 : Imitation Game (The Imitation Game) de Morten Tyldum
- 2015 : Knock Knock d'Eli Roth
- 2016 : Barry de Vikram Gandhi
- 2016 : Gold de Stephen Gaghan
- 2017 : Bienvenue à Suburbicon (Suburbicon) de George Clooney
- 2018 : Carnage chez les Puppets (The Happytime Murders) de Brian Henson
- 2018 : Ben is Back de Peter Hedges
- 2019 : Light of My Life de Casey Affleck
- 2019 : The Operative de Yuval Adler
- 2019 : Our Friend de Gabriela Cowperthwaite
- 2020 : I Carry You with Me de Heidi Ewing
- 2020 : The Rental de Dave Franco
- 2020 : I Care a Lot de J Blakeson
- 2020 : Si je t'oublie... je t'aime (Little Fish) de Chad Hartigan
- 2022 : Mémoire meurtrière (Memory) de Martin Campbell
- 2023 : Somebody I Used to Know de Dave Franco
- 2023 : La Fille du roi des marais (The Marsh King's Daughter) de Neil Burger
- 2023 : Dumb Money de Craig Gillespie
- 2023 : Insubmersible (Nyad) d'Elizabeth Chai Vasarhelyi et Jimmy Chin
- 2024 : Sing Sing de Greg Kwedar
- 2024 : Le Ministère de la Sale Guerre (The Ministry of Ungentlemanly Warfare) de Guy Ritchie
- 2024 : Immaculée (Immaculate) de Michael Mohan
- 2025 : The Monkey d'Oz Perkins (Black Bear International)
- 2025 : A Working Man de David Ayer
- 2025 : The Rivals of Amziah King d'Andrew Patterson
- 2025 : Christy de David Michôd
- prochainement : In the Grey de Guy Ritchie

### Distribution uniquement
- 2024 : Longlegs d'Oz Perkins (ventes hors USA)
- 2024 : The Salt Path de Marianne Elliott (Black Bear UK)
- 2024 : Shell de Max Minghella

### Black Bear Television
- 2024 : Mister Spade (Monsieur Spade)